# دیوید ئی. پریچارد
 دیوید ای پرتیچارد (انگلیسی: David E. Pritchard؛ زاده ۱۵ اکتبر ۱۹۴۱) یک فیزیک‌دان اهل ایالات متحده آمریکا است.